# 虾脊兰
虾脊兰（学名：Calanthe discolor）为蘭科節蘭屬下的一个种。产浙江（安吉、杭州、临安、遂昌、松阳、龙泉、缙云、泰顺）、江苏（句容宝华山）、福建北部（武夷山）、湖北东南部和西南部（蒲圻、五峰）、广东北部（乳源）和贵州南部（地点不详）。生于海拔780-1500米的常绿阔叶林下。也分布于日本（模式标本产地）。